# Caltura
Caltura este un gen de molii din familia Lymantriinae.